# Abû al-`Abbâs Ahmad al-Fadî al-Mutawakki
Vous pouvez aider à l'améliorer ou bien discuter des problèmes sur sa page de discussion.
- Certaines informations devraient être mieux reliées aux sources mentionnées dans la bibliographie ou les liens externes. Améliorez sa vérifiabilité en les associant par des références. (Marqué depuis février 2025)
- Les conventions bibliographiques ne sont pas respectées. La bibliographie et les liens externes sont à corriger. (Marqué depuis février 2025)

Ahmad Ier (ou Abu Hafs Abu'l-Abbas Ahmad Ier al-Fadl , décédé en 1350) est le quinzième dirigeant de l'État hafside d'Ifriqiya, de 1349 à 1350. Il est le quatorzième calife hafside.

## Biographie
Ahmad est le fils d'Abou Yahya Abu Bakr II. Du vivant de son père, il est gouverneur de Bona.
En 1349, lorsque le sultan mérinide  Abu al-Hasan Ier s'enfuit vers l'ouest sous la pression des tribus arabes rebelles, une coalition de nobles dirigeants menée par le cheikh ibn Tafragin, proclame Ahmad calife.
Quelques mois plus tard, le cheikh, mécontent du nouveau dirigeant, le dépose en faveur de son frère, Abu Ishaq Ibrahim II ibn Abu Bakr.